# Comuna Kalînivka, Kahovka
Kalînivka (în ucraineană Калинівка) este o comună în raionul Kahovka, regiunea Herson, Ucraina, formată din satele Kalînivka (reședința), Petropavlivka, Podivka și Prostorne.

## Demografie
Componența lingvistică a comunei Kalînivka
     Ucraineană (90,69%)
     Rusă (8,44%)
     Alte limbi (0,5%)
Conform recensământului din 2001, majoritatea populației comunei Kalînivka era vorbitoare de ucraineană (90,69%), existând în minoritate și vorbitori de rusă (8,44%).